# سكوت كامبل (مصمم الإنتاج)
سكوت كامبل (بالإنجليزية: Scott Campbell)‏ هو مصمم الإنتاج أمريكي، ولد في 28 ديسمبر 1973.

## وصلات خارجية
- الموقع الرسمي